# Тип 83 (САУ)
Тип 83 — китайская 152-мм самоходная гаубица. Разработана в конструкторском бюро Харбинского машиностроительного завода.

## История создания
В 1979 году в народно-освободительной армии Китая началась модернизация артиллерийского вооружения, большинство образцов артиллерийских орудий представляли собой советские буксируемые орудия и китайские копии на их основе. Единственной самоходной артиллерийской установкой была самоходная гаубица «Тип 70», представлявшая собой установленное на шасси бронетранспортёра Тип 63 122-мм орудие Д-30. Такое положение дел не соответствовало требованиям современного боя, поэтому к июню 1979 года было утверждено тактико-техническое задание на разработку 152,4-мм самоходной гаубицы с артиллерийской частью буксируемой пушки-гаубицы «Тип 66» (китайская копия советской пушки-гаубицы Д-20). Головным разработчиком было назначено конструкторское бюро Завода № 674 в Харбине. Первый опытный образец орудия был изготовлен к февралю 1980 года, а затем направлен на испытания. По результатам испытаний к июлю 1982 года был изготовлен второй образец. К 1983 году испытания системы были завершены и самоходная гаубица была принята на вооружение китайской армии под обозначением Тип 83.

## Серийное производство
Серийное производство продолжалось 8 лет с 1983 по 1990 годы. Всего за период производства было выпущено 780 единиц САУ Тип 83.

## Описание конструкции

### Броневой корпус и башня
По своим компоновочным решениям Тип 83 напоминает свои аналоги: советскую 2С3 и американскую M109. Корпус машины сварен из стальных броневых катанных листов и разделён на три отделения: силовое (моторно-трансмиссионное), отделение управления и боевое. В передней части корпуса по правому борту расположено моторно-трансмиссионное отделение. Слева от него находится место механика-водителя с органами управления шасси. В средней и кормовой частях корпуса располагается боевое отделение. На крыше корпуса на шариковый погон установлена сварная башня. В башне установлено орудие, а также места экипажа. По правому борту размещаются рабочие места двух заряжающих. Перед заряжающим установлена поворотная башенка с зенитным пулемётом. По левому борту в передней части башни установлено сиденье наводчика и прицельные приспособления. За наводчиком размещено место командира САУ. В бортах и кормовой части САУ находятся люки для выхода членов экипажа наружу, или погрузки боеприпасов в САУ. Боковые дверцы также оборудованы бойницами для ведения стрельбы из личного оружия экипажа.

### Вооружение
Основным вооружением является 152-мм гаубица. Орудие полностью унифицировано по баллистическим характеристикам и используемым боеприпасам со 152-мм буксируемой гаубицей Тип 66. Подъёмный механизм, обеспечивает наведение орудия в диапазоне углов от 0 до +62° по вертикали. Максимальная дальность стрельбы осколочно-фугасным снарядом составляет 17 230 метров, а активно-реактивным — до 21 880 метров. Возимый боекомплект — 30 выстрелов раздельно-гильзового заряжания. Дополнительно на башенке заряжающего установлен 12,7-мм зенитный пулемёт Тип 54 (китайская копия советского ДШК). В корпусе САУ предусмотрено место для перевозки ручного противотанкового гранатомёта Тип 69 (китайская копия советского РПГ-7).

#### Применяемые выстрелы
| Номенклатура боеприпасов |                  |                   |                   |              |              |                                 |                                     |
| Тип снаряда              | Марка взрывателя | Длина снаряда, мм | Масса снаряда, кг | Масса ВВ, кг | Тип ВВ       | Начальная скорость снаряда, м/с | Максимальная дальность стрельбы, км |
| ОФС                      | Liu-4            | 702               | 43,56             | 5,86         | Тротил       | 655                             | 17,23                               |
| АР ОФС                   |                  |                   | 43,56             |              |              |                                 | 21,88                               |
| Дымовой (серый)          | Yan-2            | 689,7             | 43,56             | 6,626        | Белый фосфор | 655                             | 17,23                               |
| Дымовой (красный)        |                  | 699,81/707,14     | 43,5              |              |              | 650                             | 17,2                                |
| Зажигательный            |                  | 704,48/707,3      | 43,56             |              |              | 650                             | 17,3                                |
| Осветительный            |                  | 699,25/701        | 40,6              |              |              | 651                             | 16,828                              |
| Управляемый              |                  |                   |                   |              |              |                                 | 20                                  |

### Ходовая часть
Ходовая часть САУ Тип 83 состоит из шести пар двускатных опорных и трёх пар поддерживающих катков. В задней части машины находятся направляющие колёса, в передней — ведущие. Подвеска САУ — индивидуальная торсионная. На первом и шестом опорных катках установлены телескопические гидроамортизаторы.

## Машины на базе
- 130-mm SPG — опытная 130-мм самоходная пушка. Вместо 152,4-мм гаубицы, установлена артиллерийская часть пушки Тип-59-1 (китайская копия советской пушки М-46)[1][неавторитетный источник];
- Траншейная машина — инженерная машина для рытья проходов. Способна за час вырыть траншеи объёмом от 250 до 300 м³. Экипаж 3 человека. Боевая масса 30 тонн[2];
- Установка разминирования — реактивная 425-мм установка разминирования для проделывания проходов в минных полях[2];
- Тип 89 — 120-мм противотанковая САУ[2].

## Операторы
- Китай — 390 единиц Type-83 A/B, по состоянию на 2016 год[4]
- Ирак — более 18 единиц Тип 83, по состоянию на 2016 год[5]

### Сноски
1. ↑  На максимальном заряде.